# Die Mitte Basel-Stadt
Die Mitte Basel-Stadt (vormals CVP Basel-Stadt) ist eine bürgerliche politische Partei im Kanton Basel-Stadt, die dem mittleren Bereich des politischen Spektrums zuzuordnen ist. Sie ist eine kantonale Sektion der Schweizerischen Partei "Die Mitte", die am 1. Januar 2021 durch den Zusammenschluss der Christlichdemokratischen Volkspartei (CVP) und der Bürgerlich-Demokratischen Partei (BDP) entstand. Sie ist mit Lukas Engelberger im Regierungsrat und mit sieben Sitzen im hundert Sitze umfassenden Grossen Rat des Kantons Basel-Stadt vertreten und ist Teil der Die Mitte/EVP-Fraktion (insgesamt 10 Sitze).

## Geschichte
Im Zeitraum des sogenannten Kulturkampfs gründeten Mitglieder der Römisch-Katholischen Gemeinde im Jahr 1870 den Katholikenverein. Dieser beschäftigte sich unter anderem auch mit der Vertretung der politischen Interessen der Basler Katholiken. Im Vorfeld der ersten Stadtbasler Proporzwahl im Mai 1905 wurde hieraus die Katholische Volkspartei gegründet. 1912 wurde auf nationaler Ebene als Zusammenzug der katholisch-konservativen Vereinen und Kantonalparteien die Schweizerische Konservative Volkspartei gegründet. Im 19. und frühen 20. Jahrhundert war die Partei, bzw. ihre Vorläufervereinigungen, die politische Bewegung der konservativen Verlierer des Sonderbundskriegs von 1848 und die hauptsächliche Opposition zum den Bundesstaat dominierenden Freisinn (Die Mitte).
Mit der Einführung des Proporzwahlrechts in Basel im Jahre 1905 wurde das Wahlsystem dauerhaft geändert und schenkte den Minderheiten im Kanton zum ersten Mal Mitspracherecht. Erfinder des Basler Proporzsystems war der konservative Physikprofessor Eduard Hagenbach-Bischoff, dessen Ausrechnungssystem bis zum heutigen Tag Anwendung findet. Das neue Wahlsystem, welches erst bei der dritten Volksinitiative angenommen wurde, beendete die Vorherrschaft der Freisinnigen und schaffte ein neues Gleichgewicht im Parlament. Dies war nicht für alle Parteien als Triumph anzusehen. Die Katholische Volkspartei legte im Grossen Rat als Folge um sieben Sitze zu (auf 10 Sitze von insgesamt 130) und gewann weiter, bis sie im Jahre 1914 bei 17 Sitzen angelangte. Der Wahlerfolg fluktuierte über die Jahre hinweg bis 1960, als die Partei mit 20 Sitzen im Basler Grossen Rat ihren grössten Erfolg feiern konnte. Aktuell ist die Partei mit sieben Sitzen (von insgesamt 100) im Grossen Rat vertreten und bildet eine Fraktion mit der Evangelischen Volkspartei Basel-Stadt (EVP)  (Die Mitte/EVP-Fraktion).
Die Partei hat über die Jahre hinweg mehrmals ihren Namen geändert. 1961, vier Jahre nach dem Namenswechsel auf nationaler Ebene, wurde die Katholische Volkspartei in die Konservativ-Christlichsoziale Volkspartei umbenennt. Darauf folgte 1970 der Name "Christlichdemokratische Volkspartei (CVP)". Der Namenswechsel zur "Die Mitte Basel-Stadt" erfolgte am 25. Januar 2021 mit einer Mehrheit von 89,44 Prozent der Parteimitglieder, die die Statutenänderung guthiessen, so dass eine Änderung des Namens von der Christlichdemokratischen Volkspartei Basel-Stadt (CVP) zu Die Mitte Basel-Stadt vollzogen werden konnte. Dieser Entscheid erfolgte kurz nach dem Namenswechsel der nationalen Partei zu "Die Mitte" am 1. Januar 2021. Im selben Jahr löste sich die BDP Basel-Stadt auf und ihre Mitglieder traten der Mitte Basel-Stadt bei.

## Parteiprogramm
Obwohl die Mitte Basel-Stadt mit neuem Namen in die neue Legislaturperiode gestartet ist, stützt sich die Partei weiterhin auf ihr bisheriges Parteiprogramm. Die Mitte Basel-Stadt versteht sich als Volkspartei der bürgerlichen Mitte mit sozialem, ökologischem und wirtschaftlichem Bewusstsein. Gemäss Eigendeklaration steht sie für Freiheit, Solidarität und Subsidiarität, Wohlstand und Gerechtigkeit, Nachhaltigkeit und Konsensfähigkeit, Souveränität und Offenheit. Wie auch auf Bundesebene setzt sich die Partei in Basel für lösungsorientierten Konsens und Dialog ein. Eine starke Mitte im Kanton soll den Weg heraus aus den polarisierten Fronten zwischen Links und Rechts zu mehrheitsfähigen Lösungen weisen, die den Kanton und die Stadt vorwärtsbringen.

## Mandatsträger
Exekutive
- Regierung des Kantons Basel-Stadt: Lukas Engelberger, Regierungsrat, Vorsteher des Gesundheitsdepartementes seit 2014.
- Bürgerrat der Bürgergemeinde von Basel-Stadt: Stefan Wehrle (Präsident), Bürgerrat seit 2013.
- Gemeinderat Riehen: Patrick Huber, Gemeinderatsmitglied seit 2022, zuständig für die Bereiche Finanzen, Steuern, Hochbau und Immobilien.

Legislative
- Grosser Rat Basel-Stadt[7]

Andrea Strahm (Fraktionspräsidentin, seit 2021), Balz Herter (seit 2016), Pasqualine Gallacchi (seit 2020), Bruno Lötscher (seit 2022), Franz-Xaver Leonhardt (seit 2021), Andrea Elisabeth Knellwolf (seit 2016, Präsidentin Wirtschafts- und Abgabe Kommission), Daniel Albietz (seit 2021).
- Einwohnerrat Riehen[8]

Priska Keller (seit 2009), Daniel Lorenz (seit 2019), Simon Bochsler (seit 2022). 
- Bürgergemeinderat[9]

Marin Schai, Beatrice Isler (Fraktionspräsidentin), Cordula Lötscher, Balz Herter.